# Adoption plénière
Pour les articles homonymes, voir Adoption (homonymie).
Pour un article plus général, voir Adoption en France.
 (mai 2018).
En France, l’adoption plénière est une forme d'adoption qui, à l'opposé de l'adoption simple, rompt tout lien de filiation et tout contact entre l'enfant et ses parents de naissance. Elle est irrévocable, soumise à conditions, et doit faire l'objet d'un jugement. Une fois celui-ci prononcé, l'enfant dispose d'un nouvel état civil et bénéficie des droits familiaux attachés à son nouveau statut. Elle est régie par les articles 343 à 359 du Code civil.

## Conditions pour adopter
La loi française pose des conditions quant aux adoptants et aux adoptés. 
Les adoptants doivent ou l'adoptant doit être âgé(s) de 28 ans ou plus, et doivent avoir 15 ans de plus que les enfants qu'ils se proposent d'adopter. Ils peuvent être célibataires ou mariés. Dans ce cas, le consentement du conjoint est requis et, si les deux époux ne sont pas âgés de 28 ans ou plus, ils peuvent adopter dès lors qu'ils sont mariés depuis plus de deux ans. Si l'adopté est l'enfant du conjoint, la différence d'âge nécessaire entre l'adoptant et l'adopté est ramenée à 10 ans. Les tribunaux peuvent déroger aux limites d'âge concernant les adoptants. Ils doivent avoir obtenu un agrément en vue d'adoption, dispensé par le service d'aide sociale à l'enfance (ASE) de leur département de résidence.
Les adoptés doivent être âgés de moins de 15 ans, autrement dit il n'est pas possible d'adopter des adultes en adoption plénière. Les adoptés doivent avoir été accueillis au foyer du ou des adoptants depuis au moins six mois avant l'engagement de la procédure d'adoption. S'ils ont plus de 13 ans leur consentement est requis. Il doit être formalisé devant l'autorité publique. Le code civil distingue trois catégories d'enfants pouvant être adoptés :
- ceux pour lesquels les père et mère ou le conseil de famille ont valablement consenti à l'adoption ;
- les pupilles de l'État ;
- les enfants abandonnés, déclarés comme tels par le tribunal de grande instance.

Les enfants étrangers ne peuvent être adoptés que si la loi de leur pays l'autorise. L'autorité centrale française pour l'adoption internationale (Ministère des affaires étrangères et européennes) précise les conditions de chacun des pays autorisant l'adoption. C'est le pays d'origine qui détermine la nature des projets familiaux qu'il accepte pour ses enfants, quand bien même celle-ci serait plus restrictive que la loi française.

## Procédure
La première démarche est la demande d'agrément auprès du service d'aide sociale à l'enfance du département de résidence. La procédure dure neuf mois et permet aux services sociaux de s'assurer que le ou les candidats répondent aux exigences légales pour adopter. L'agrément n'est jamais un « droit à adopter », il se limite à garantir que le projet familial est conforme aux exigences légales et de nature à répondre à l'intérêt supérieur d'un enfant adoptable. 
S'il est obtenu, l'agrément est valable 5 ans. L'agrément n'est valable que pour un projet familial précis et devient caduc lorsque ce projet a été mené à terme. Dans le cas contraire, il peut faire l'objet d'un renouvellement si le projet n'a pas subi de modifications. En cas de modifications, une nouvelle demande doit être effectuée. En cas de refus, les candidats peuvent faire un recours gracieux auprès du Président du Conseil général de résidence, ou un recours contentieux auprès du tribunal administratif compétent.
Une fois l'agrément obtenu, deux voies s'ouvrent pour adopter, chacune avec une procédure spécifique : adoption nationale ou adoption internationale. Les démarches engagées peuvent être accompagnées par des « Organismes Autorisés pour l'Adoption » (OAA), intermédiaires autorisés pour l'adoption. Si la plupart accompagnent les démarches internationales, quelques-uns accompagnent également les démarches nationales. 
Il existe en France deux types d'intermédiaires autorisés pour l'adoption : les OAA associatifs privés, qui doivent être agréés par le département dans lequel ils interviennent, et l'Agence française de l'adoption, groupement d'intérêt public créé en 2005 par la loi. L'Agence française de l'adoption accueille les projets de tous les départements mais n'accompagne que les démarches à l'international.

### Adoption nationale
Les titulaires de l'agrément sont inscrits d'office sur la liste départementale des candidats à l'adoption. C'est à partir de cette liste que les responsables légaux des enfants résidant en France et adoptables peuvent proposer une mise en relation entre l'enfant et les candidats, sur le fondement de la correspondance entre les besoins de l'enfant et le projet familial porté par les candidats.

### Adoption internationale
Selon les pays d'origine des enfants, les démarches peuvent être engagées par voie individuelle, ou avec l'appui d'intermédiaires autorisés pour l'adoption. La démarche par voie individuelle n'est désormais possible que dans les pays n'ayant pas ratifié la convention de la Haye du 29 mai 1993 sur la protection des enfants et la coopération en matière d’adoption internationale.

## Effets de l'adoption plénière
En cas d'adoption plénière :
- les liens avec la famille d'origine sont rompus, sauf en cas d'adoption du fils de l'un des deux conjoints. Toutefois le mariage est interdit entre l'adopté et la famille d'origine. Un nouvel acte de naissance est établi ;
- l'adopté prend le nom du ou des adoptants et prend le(s) prénom(s) que le(s) parent(s) adoptif ont ou a choisi ;
- il acquiert automatiquement la nationalité française si l'un des parents adoptants est français. Il est considéré français dès sa naissance.